# たらい舟

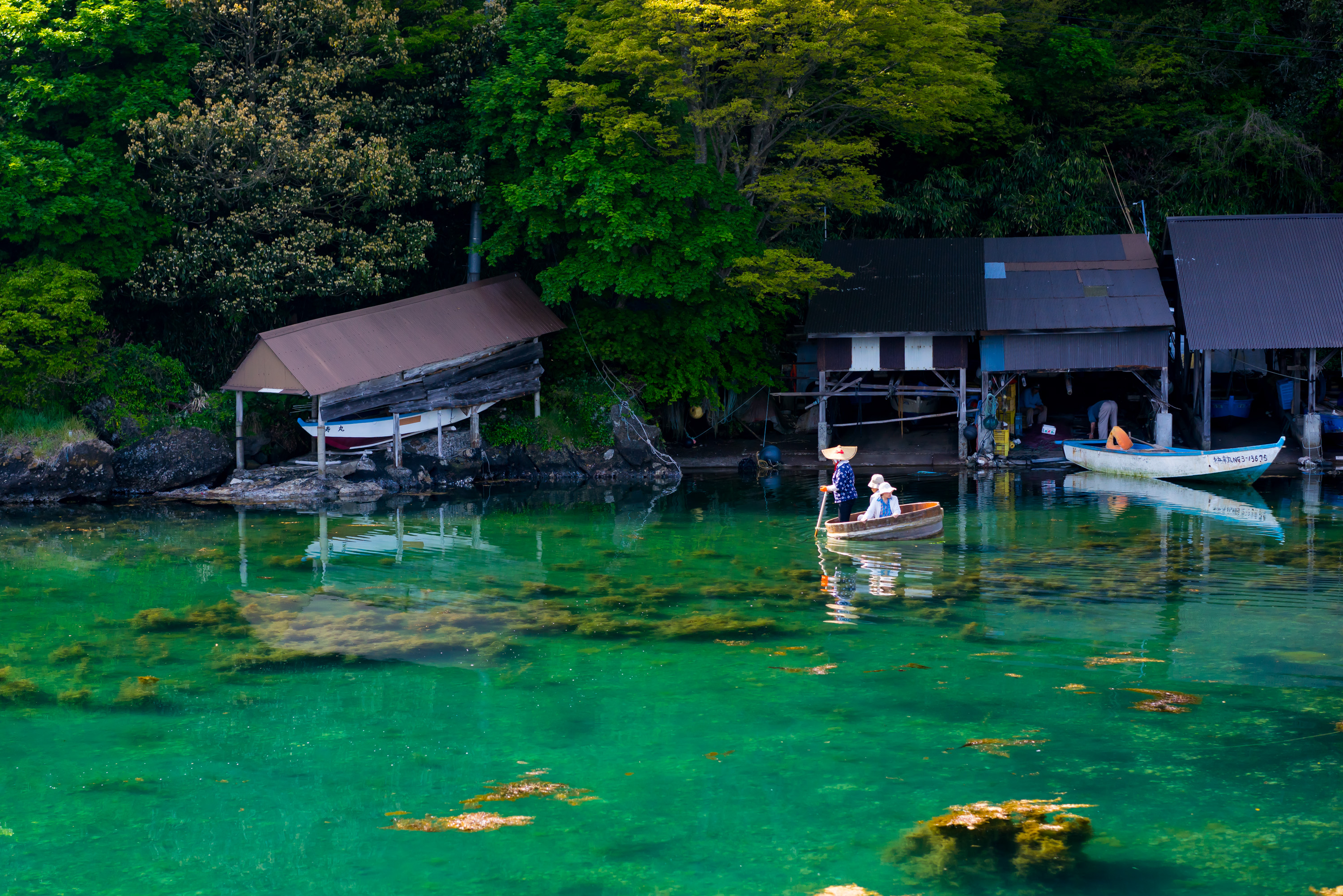
佐渡島小木海岸矢島・経島のたらい舟

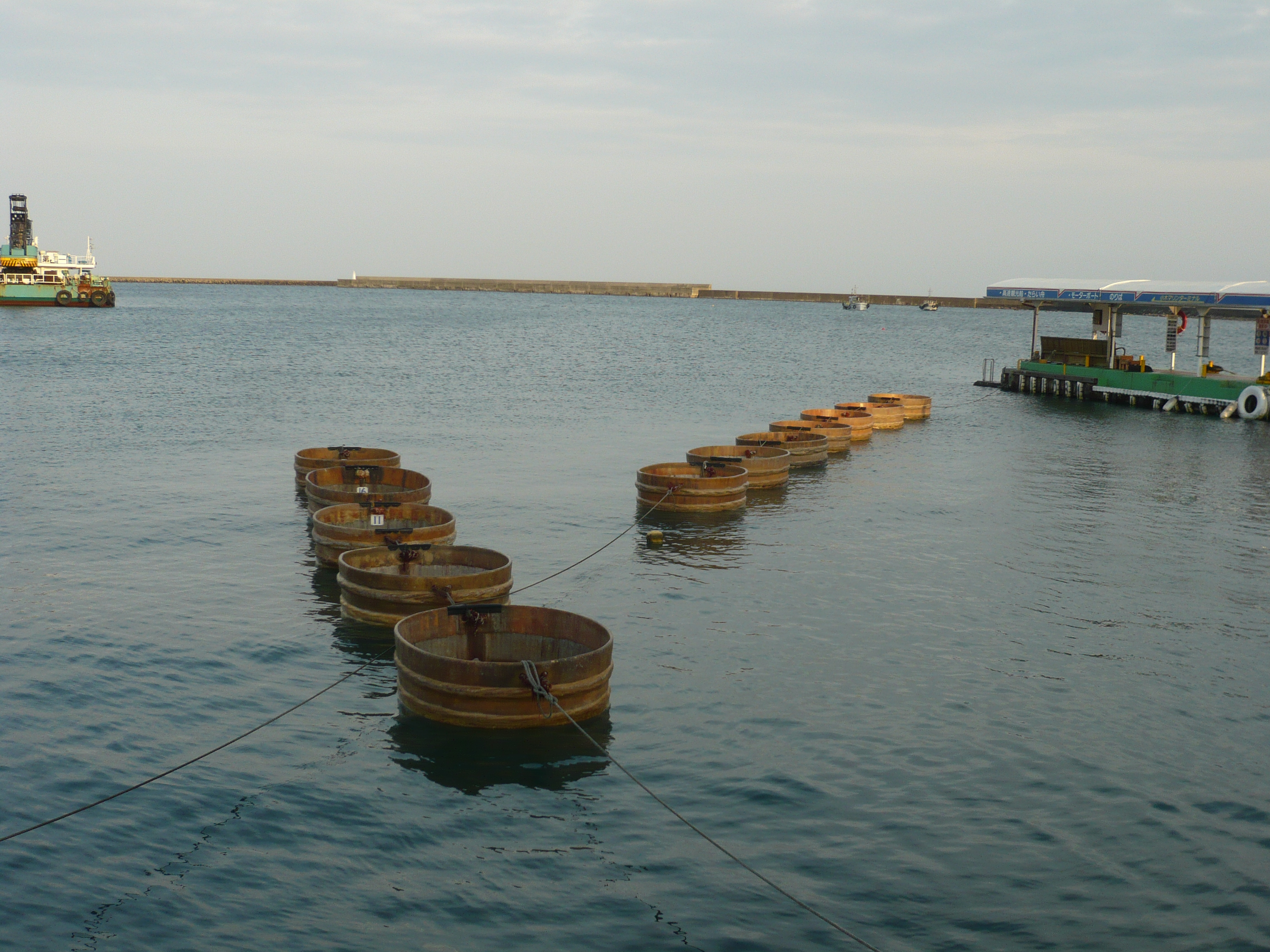
佐渡島小木港のたらい舟

たらい舟（たらいぶね）は、たらいを船の代わりに用いたもの。

## 新潟県佐渡島小木海岸のたらい舟
新潟県佐渡島の小木海岸では、主に沿岸漁業用に使用され、観光にも利用されている。

### 沿革
このたらい舟が考案され、実用化されたのは江戸時代から明治時代にかけてといわれるが、契機は佐渡小木地震に伴う、海面の隆起とそれによる地形の複雑化である。この地震により、小木海岸線一帯は無数の岩礁と小さな入り江が誕生した。岩礁や入り江が多くなった海岸では、アワビやサザエなどの貝類やワカメなどの海藻が豊富な漁場となった一方で、従来の舟では漁に適さなくなった。そのため、小回りと安定性を求める舟が必要となった結果、洗濯桶を改良したたらい舟が考案された。このたらい舟は500kgまで耐え、櫂一本で操舵可能である。

### 素材
素材は水分を含むと膨脹し、耐水性の高い杉材から作られ、箍は竹で縛っている。かつては桶職人も多く存在し、老朽化した舟は再度新しいものに更新していたが、近年は職人の減少に伴い、保存性向上のためにFRP加工を施している。

### 磯ねぎ漁
このたらい舟は、2024年現在でも磯際での漁（これを佐渡では磯ねぎ漁という）に使われている。一人の漁師（海女）が乗り込み、箱眼鏡で水中を覗き込みながら、ヤス、ケイカギ、鎌といった道具で魚介を採取するというものであり、主にワカメ、サザエ、アワビなどを採取する。たらい舟にエンジンを取り付けたものも使われている。しかし、このたらい舟を使った磯ねぎ漁師は年々高齢化が進行し、後継者が少なくなっている。

### 観光資源
一方で、観光客を乗せるためのたらい舟があり、それは漁業用より一回り大きいつくりになっている。この観光用のたらい舟は、全国版時刻表に運行案内が掲載されている。時刻表に掲載されている最小の乗り物である。

### その他
- 2007年7月、特訓を受けた力屋観光汽船の従業員がたらい舟による佐渡海峡横断に成功し、佐渡島の小木港から本土の柏崎港に到達した[5]。

## 佐賀県神埼市の「ハンギー」
佐賀県神埼市千代田町では、堀割（クリーク）の水面に浮いた菱の実の摘み取りに「ハンギー」と呼ばれるたらい舟が用いられる。

## 大垣市の『おあむ物語』のたらい舟
岐阜県大垣市には、観光川下り用のたらい舟がある。関ヶ原の戦いの際に、石田三成の家臣、山田去暦の娘おあむが、たらいに乗って落城する大垣城から逃げ延びたという『おあむ物語』にみられる逸話にちなむ。

## その他の地域
新潟県佐渡市や岐阜県大垣市以外にも、祭りなどでたらい舟を体験できる場所は全国に数か所存在する。福島県郡山市では毎年7月下旬の湖まつりで、たらい舟体験のイベントが行われる。また、和歌山県岩出市では「いなか暮らし」体験の一環として、農家で実際に使用されてたらい舟を自分で漕いで操作するイベントが7月に行なわれている。

## その他
- たらい舟の絵画資料としては、一例として、『北斎漫画』(19世紀）四編に見られる。一方は1人乗りだが、もう一方は2人乗り

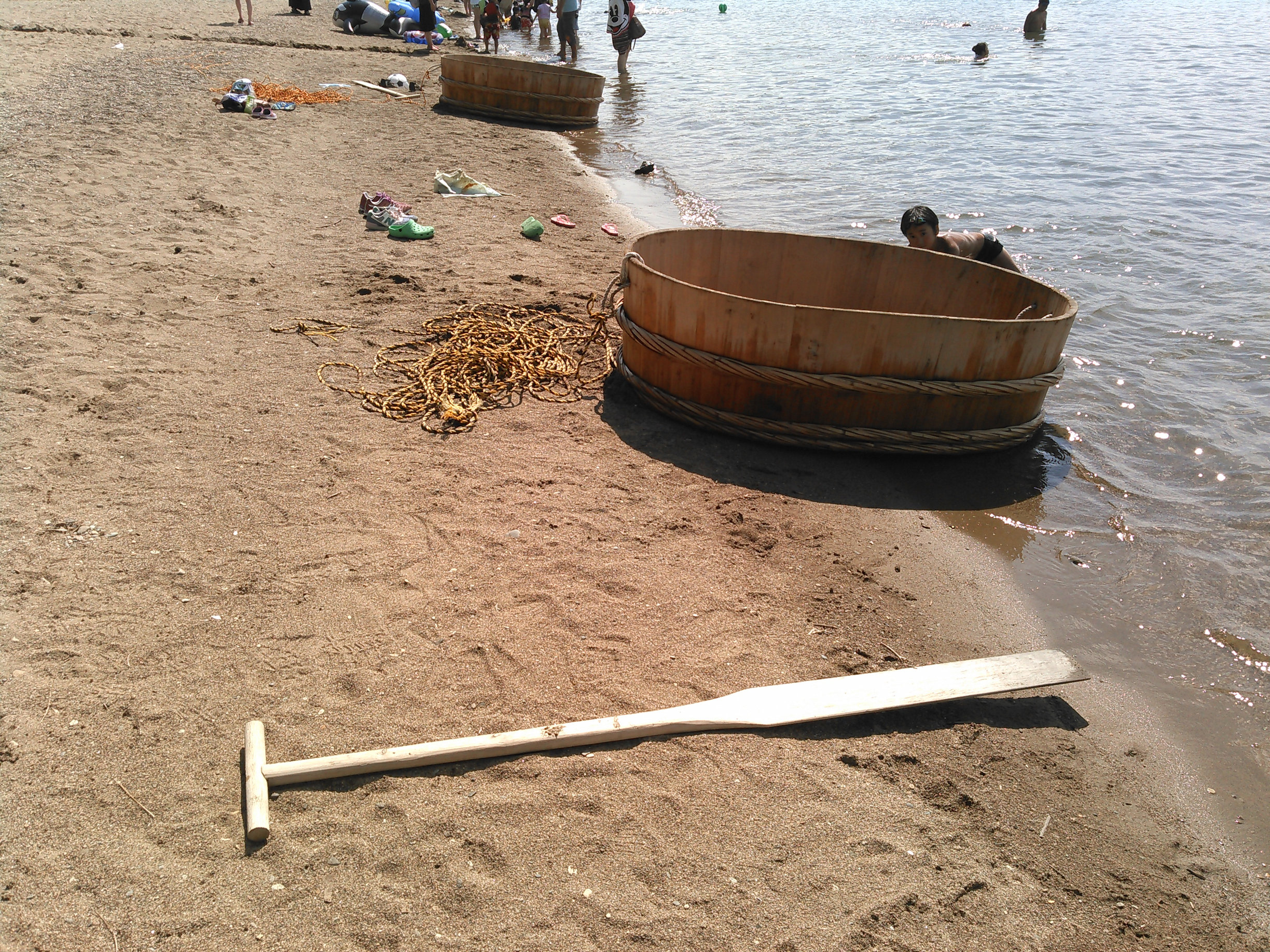
郡山市の湖まつりのたらい舟